# متحف ألعاب تين

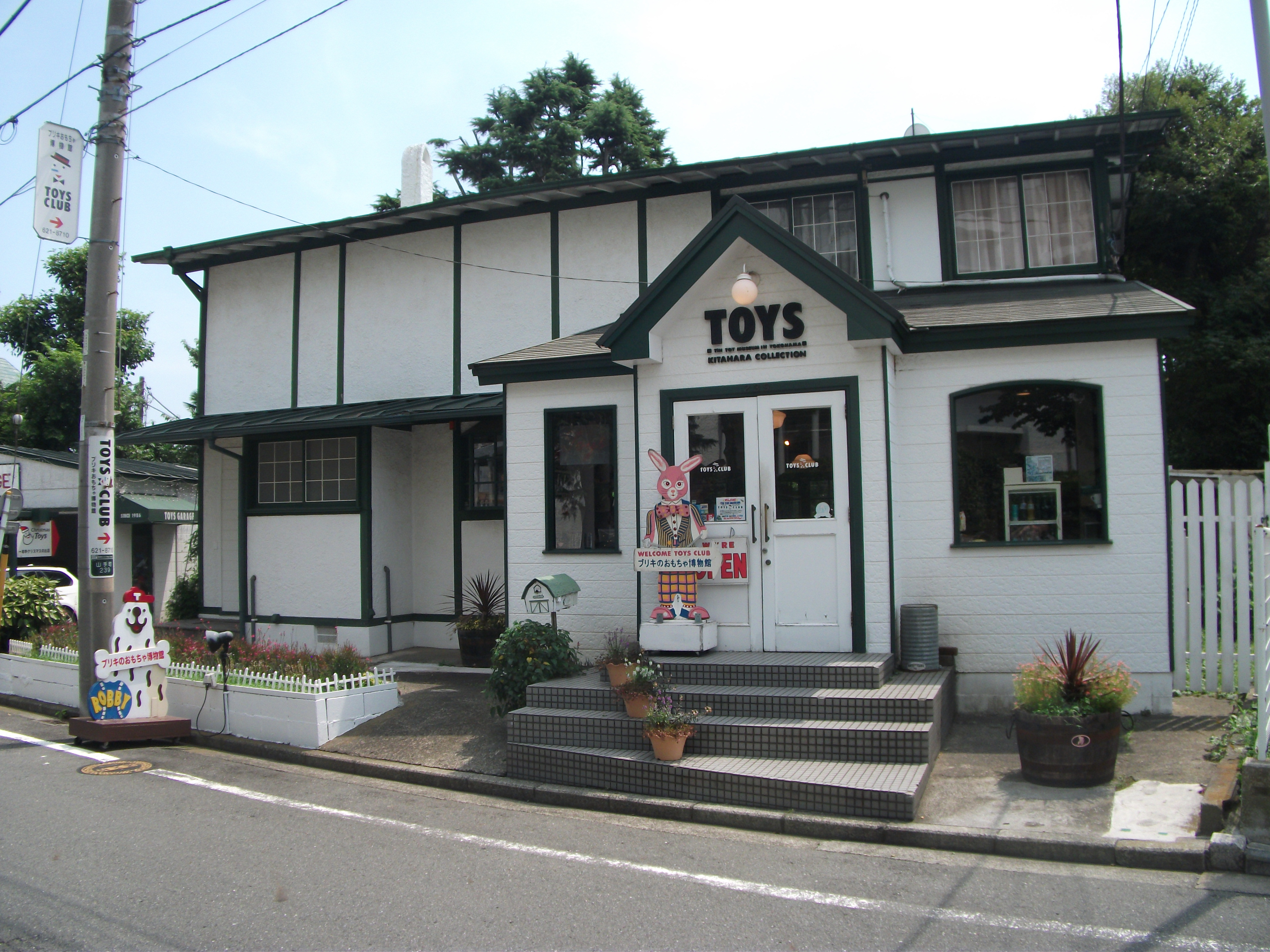

متحف ألعاب تين (باليابانية: ブリキのおもちゃ博物館، بالانجليزية: Museum of Tin Toys) هو متحف يقع في مدينة يوكوهاما التابعة لمحافظة كاناغاوا في اليابان، يحتوي المتحف على دمى مصنوعة في اليابان، باللإضافة لسيارات يابانية، إجمال عدد الدمى والألعاب التي يحتويها المتحف 3000 قطعة من الألعاب.

## وصلات خارجية
- الموقع الرسمي لمتحف ألعاب تين